# Luchino Visconti
Luchino Visconti di Modrone, Conte de Lonate Pozzolo (n. 2 noiembrie 1906 - d. 17 martie 1976), a fost un regizor de film, operă și teatru și scenarist italian. Este cunoscut în întreaga lume datorită filmelor Ghepardul (1963) și Moarte la Veneția (1971).

## Biografie
În timpul celui de-al doilea război mondial, Visconti, care simpatizase și anterior cu comuniștii, a devenit membru al Partidului Comunist Italian.
A decedat la Roma din cauza unei atac cerebral la vârsta de 69 de ani. În localitatea Ischia, există un muzeu dedicat operei complete a lui Luchino Visconti.

## Carieră

### Filme
Ultimul său film a fost Inocentul (L'inocente), realizat în 1976, în care tratează două dintre temele sale permanente, cea a infidelității și cea a trădării.

### Teatru
Visconti a fost, de asemenea, un excelent regizor de operă și de teatru. Între 1946 și 1960, Luchino Visconti a regizat multe spectacole ale Companiei Rina Morelli-Paolo Stoppa a actorului Vittorio Gassman, precum și multe producții de operă.

## Filmografie

### Filme de lung metraj
- 1943 Obsesie (Ossessione)
- 1948 Pământul se cutremură (La terra trema)
- 1951 Cea mai frumoasă (Bellissima)
- 1953 Noi, femeile (Siamo donne) - episodul al cincilea
- 1954 Senso
- 1957 Nopți albe (Le notti bianche)
- 1960 Rocco și frații săi (Rocco e i suoi fratelli)
- 1962 Boccaccio '70 - episodul Il lavoro
- 1963 Ghepardul (Il Gattopardo)
- 1965 Tremurătoarele stele ale Ursei (Vaghe stelle dell'Orsa)
- 1967 Vrăjitoarele (Le streghe) - episodul Vrăjitoarea arsă de vie (La strega bruciata viva)
- 1967 Străinul (Lo straniero)
- 1969 Căderea zeilor (La caduta degli dei)
- 1971 Moarte la Veneția (Morte a Venezia)
- 1973 Ludwig
- 1974 Grup de familieîntr-un interior (Gruppo di famiglia in un interno)
- 1976 Inocentul (L'innocente)

### Alte filme
- 1945 Giorni di Gloria, documentar
- 1951 Appunti su un fatto di cronaca, film scurt
- 1970 Alla ricerca di Tadzio, film TV

## Operă (gen muzical)
- La vestale de Gaspare Spontini, 1954, La Scala with Maria Callas
- La sonnambula de Vincenzo Bellini, 1955, La Scala with Maria Callas, dirijat de Leonard Bernstein
- La traviata de Giuseppe Verdi, 1955, La Scala with Maria Callas, dirijat de Carlo Maria Giulini
- Anna Bolena de Gaetano Donizetti, 1957, La Scala with Maria Callas
- Iphigénie en Tauride de Christoph Willibald Gluck, 1957, La Scala with Maria Callas
- Don Carlos de Giuseppe Verdi, 1958, Royal Opera House, Covent Garden
- Macbeth de Giuseppe Verdi, 1958, Spoleto Festival
- Il duca d'Alba de Gaetano Donizetti, 1959, Spoleto Festival
- Salome de Richard Strauss, 1961, Spoleto Festival
- Il diavolo in giardino de Franco Mannino with libretto de Visconti, Filippo Sanjust and Enrico Medioli, 1963, Teatro Massimo, Palermo
- La traviata de Giuseppe Verdi, 1963, Spoleto Festival
- Le nozze di Figaro de Wolfgang Amadeus Mozart, 1964, Teatro dell'Opera di Roma Rome
- Il trovatore de Giuseppe Verdi, 1964, Royal Opera House, Covent Garden (Sanjust production); Teatrul Bolșoi, Moscova (Carlos Benois production)
- Don Carlos de Giuseppe Verdi, 1965, Rome Opera
- Falstaff de Giuseppe Verdi, 1966, Opera de Stat din Viena, Viena, cu Dietrich Fischer-Dieskau, dirijor Leonard Bernstein
- Der Rosenkavalier de Richard Strauss, 1966, Royal Opera House, Covent Garden
- La traviata de Giuseppe Verdi, 1967, Royal Opera House, Covent Garden with Mirella Freni
- Simon Boccanegra de Giuseppe Verdi, 1969, Staatsoper, Vienna, with Eberhard Wächter, dirijat de Josef Krips
- Manon Lescaut de Giacomo Puccini, 1973, Spoleto Festival, with Nancy Shade and Harry Theyard

## Premii și nominalizări
| An   | Titlu                          | Premii |
| ---- | ------------------------------ | --- |
| 1948 | Pământul se cutremură          | Nominalizat pentru Leul de Aur |
| 1954 | Senso                          | Nominalizat pentru Leul de Aur |
| 1957 | Le notti bianche               | Câștigat premiul Leul de Argint Nominalizat pentru premiul Leul de Aur                                                             |
| 1960 | Rocco și frații săi            | Câștigat premiul special la Festivalul de Film de la Veneția ) Won - FIPRESCI Prize (Venice Film Festival) Nominated - Golden Lion |
| 1963 | Gepardul                       | Câștigat premiul Palme d'Or |
| 1965 | Tremurătoarele stele ale Ursei | Câștigat premiul Golden Lion |
| 1967 | Lo straniero                   | Nominalizat pentru Golden Lion |
| 1969 | La caduta degli dei            | Nominalizat pentru Academy Award for Best Original Screenplay                                                                      |
| 1971 | Moarte la Veneția              | Câștigat premiul la 25th Anniversary Prize (Cannes Film Festival) Nominated - BAFTA Award for Best Direction                       |

## Vezi și
- Listă de regizori de teatru italieni